# Evelyne Axell
Evelyne Axell (ou Evelyne Devaux selon l'état-civil), née le 16 août 1935 à Namur et morte le 10 septembre 1972 d'un accident de voiture à Zwijnaarde, est une peintre belge, et l'une des principales figures du pop art en Belgique.

## Biographie
Evelyne Axell naît le 16 août 1935 au centre-ville de Namur, rue de Fer à l’actuelle galerie Saint-Joseph. Elle étudie la céramique à l’Académie des Beaux-Arts de Namur puis l’Art dramatique au Conservatoire royal de Bruxelles.
En 1956 elle épouse un des fondateurs de la télévision en Belgique, Jean Antoine avec lequel elle a un fils, Philippe.
Elle se lance dans une carrière de comédienne, principalement à Paris, et est la vedette de plusieurs films. Elle est également présentatrice à la télévision.
En 1963 elle se tourne vers la peinture. Sa carrière est interrompue par un accident de voiture le 10 septembre 1972. Elle a été inhumée dans le cimetière de la localité de Ronquières.

## Œuvres picturales
Elle débute par la peinture à l’huile. Elle est une des rares élèves de René Magritte.
À Londres, elle découvre le pop art qu’elle adopte.
Puis elle expérimente différents plastiques synthétiques. Elle utilise le clartex, le plexiglas et le polymétacrylate de méthyle dans sa coloration opaline. Elle colorie ces résines plastiques à l'émail. En parallèle des sept années de production d'Axell, on voit se développer la technologie du plastique. Elle doit parfois modifier ses méthodes du fait de l'arrêt de la commercialisation d'un matériau.
C’est le temps des luttes pour les droits des femmes, la liberté d’expression et la révolution sexuelle. Elle embrasse ces combats à sa manière, par ses tableaux où la sensualité et la sexualité féminine sont franchement affirmées. Les événements de mai 1968 se retrouvent également dans ses œuvres ; manifestations étudiantes, droits civiques en Amérique et mouvement hippie. Elle est influencée par les artistes new-yorkais des années 1960, Jim Dine, Andy Warhol, Marisol.
En 1969 elle est la première femme artiste à recevoir le Prix de la Jeune Peinture belge et multiplie les expositions tant en Belgique qu’à l’étranger.
En 1970 elle embrasse un nouveau combat ; celui de la protection de la nature et de l’environnement par des œuvres représentant des animaux dans des paysages idylliques.
Trente ans après sa mort elle est reconnue comme l’une des principales figures du pop Art. Depuis, ses œuvres sont régulièrement exposées dans le monde entier,, et font partie des collections de prestigieux musées.
Le Philadelphia Museum of Art utilise une de ses peintures pour la promotion de l’exposition International Pop dédiée au pop art à travers le monde. L'image est censurée par Facebook car elle est trouvée trop suggestive.

## Influence et Reconnaissance Posthume
Bien que la carrière d'Evelyne Axell ait été tragiquement écourtée, son héritage dans le monde de l'art demeure profondément influent. Près de quatre décennies après son décès, son œuvre commence à être reconnue à sa juste valeur, témoignant de son rôle pionnier dans le mouvement pop Art.
La pertinence continue de son travail dans la culture contemporaine est illustrée par des hommages posthumes dans divers domaines artistiques. Par exemple, son œuvre Ice Cream 1 de 1964 a été sélectionnée pour la couverture du premier album du groupe de musique américain Lucius, démontrant l'impact durable de son esthétique unique et de ses thématiques audacieuses.
Axell, en tant que femme artiste dans le mouvement Pop Art dominé par les hommes, a su braver les conventions de son époque. Ses œuvres, souvent marquées par une exploration audacieuse de la sexualité féminine et de l'émancipation, continuent de résonner et d'inspirer. L'intérêt renouvelé pour son travail est manifeste dans les expositions qui lui sont consacrées dans les musées et galeries d'art moderne du monde entier, y compris des lieux prestigieux tels que la Barbican Gallery à Londres.
Cette reconnaissance tardive n'est que le début d'une réévaluation méritée de sa contribution au monde de l'art. L'histoire et le travail d'Evelyne Axell servent non seulement à enrichir notre compréhension du Pop Art, mais aussi à mettre en lumière l'importance des contributions féminines dans l'histoire de l'art. Sa capacité à mêler expressions artistiques personnelles et commentaires sociaux lui confère une place spéciale dans l'art contemporain, en tant que figure qui a ouvert la voie à de nombreuses artistes femmes.
La redécouverte et la célébration de son œuvre permettent non seulement de rétablir Evelyne Axell dans le panthéon des artistes majeurs du XXe siècle, mais offrent aussi une nouvelle perspective sur le mouvement Pop Art. Son approche novatrice et son utilisation de matériaux non conventionnels continuent d'inspirer les artistes et les amateurs d'art aujourd'hui, faisant de son héritage une source d'inspiration intarissable.

## Hommage
En 2017, Namur lui rend hommage par une fresque de rue la représentant à la rue du Lombard en face de l'Académie des Beaux-Arts.
Dans les années 2020, deux voiries ont reçu le nom d'Evelyne Axell : la Venelle Evelyne Axell à Namur (entre la rue des Carmes et la rue Godefroid) et à Braine-le-Comte, la voirie principale du nouvel éco-quartier « Les ateliers » situé derrière la gare porte le nom de Route Evelyne Axell.

## Filmographie
- 1961 : Il y a un train toutes les heures d'André Cavens
- 1963 : Le Crocodile en peluche de Jean Antoine[2].

## Œuvres
- 1970 : 
  - Joli mois de mai, au Musée provincial d'art moderne, à Ostende.
  - Le peintre (autoportrait), collection Plasticarium, à Bruxelles.

## Expositions
2020
Individuelles – Solo
- « Evelyne Axell : Body Double », Muzeum Susch, Switzerland

Groupe
- “She-Bam Pow POP Wizz ! Les Amazones du POP”, MAMAC, Nice, France
- « .be Modern », Musées royaux des Beaux-Arts de Belgique, Brussels, Belgium
- « Curated by Artcurial », Maurice Verbaet Gallery, Knokke, Belgium
- « International Pop », The Mayor Gallery, London
- “Portraits Forever”, Tajan Gallery, Paris, France

2019
Individuelles – Solo
- “Evelyne Axell, Méthodes Pop”, Le Delta, Namur, Belgium

Groupe
- “69, année érotique”, Galerie T&L, Paris
- “Women! Underexposed”, Belfius Art Gallery, Brussels
- “Keith Haring et son entourage belge”, Galerie Jacques de la Béraudière, Brussels
- «Créatrices - L’émancipation par l’Art», Musée des Beaux-Arts de Rennes, France
- “Tout est Pop”, Belgian Gallery, Namur, Belgium
- “Restless youth”, House of European History, Brussels, Belgium
- “A Woman Looking at Men Looking at Women”, Muzeum Susch, Switzerland

2018
Individuelles – Solo
- “Evelyne Axell – Venus, Leda & Mona Lisa », König Galerie, Berlin
- « Evelyne Axell – CHEESE ! », König London, London

Groupe
- “Forever Pop”, Espace Tajan, Paris
- « Beyond Pop », Tate Modern, London
- « The 60s & 70s in Belgium », Galerie Antoine Laurentin, Brussels
- « Coups de cœur », Patrick Derom Gallery, Brussels

2017
Groupe
- “Exposition d’automne”, Musée d’Ixelles, Brussels
- "De la collection/Verlust der Mitte (Perte du centre)", SMAK, Ghent, Belgium
- “The Beguiling Siren is Thy Crest”, Warsaw Museum of Modern Art, Warsaw
- « Show Me Your Archive and I Will Tell You Who is in Power », KIOSK Art Center, Ghent

2016
Groupe
- “Artview”, ADAM (Art & Design Atomium Museum), Brussels
- “Beyond Pop”, Tate Modern, London
- “Manifesta 11 », Löwenbräukunst, Zürich, Switzerland
- « Sous le soleil exactement », Galerie Sophie Scheidecker, Paris
- « International Pop », Philadelphia Museum of Art, Philadelphia
- “Connexions One, Art Belge de 1945 à 1975”, mvArtcenter, Antwerp

2015
Groupe
- « The World goes Pop », Tate Modern, London
- « International Pop », Dallas Museum of Art, Dallas
- “Connexions One, Art Belge de 1945 à 1975”, mvArtcenter, Antwerp
- « Pop Art in Belgium ! », ING Art Center, Brussels
- “Pop Impact, Women Pop Artists”, Maison de la Culture de la province de Namur, Namur
- « La Résistance des Images », La Patinoire Royale, Brussels
- « International Pop », Walker Art Center, Minneapolis
- « Noir Chantilly, Féminisme(s) », Centre Wallon d’Art Contemporain, Flémalle
- « Le fruit défendu », Galerie du Beffroi, Namur

2014
Groupe
- “ Femminilità Radicale “, Museo Gucci, Florence
- « RE: Painted », SMAK, Ghent, Belgium
- “4 X 4 “, Stephen Friedman Gallery, London
- « Pop to Popism », Art Gallery of New South Wales, Sidney

2013
Groupe
- “Axelle Red, Fashion Victim”, Fashion Museum, Hasselt
- “GLAM! The performance of Style”, Tate Liverpool, Liverpool
- “GLAM! The performance of Style”, Schirn Kunsthalle, Frankfurt
- “GLAM! The performance of Style”, LENTOS Kunstmuseum, Linz
- “Warhol, Axell, un double regard sur les Sixties”, Cornette de Saint Cyr – Bruxelles, Brussels
- “Pop Art Design”, Barbican Art Gallery, London

2012
Individuelles – Solo
- “The great journey into Space”, Broadway 1602 Gallery, New York

Groupe
- “European Pop Art”, Museum Het Valkhof, Nijmegen
- “Faces”, Palais Royal de Bruxelles, Brussels

2011
Individuelles – Solo
- « La Terre est ronde », Kunstverein, Hamburg
- « Axelleration » (retrospective exhibition), Museum Abteiberg, Monchengladbach

Groupe
- “Seductive Subversion: Women Pop Artists 1958 – 1968”, Brooklyn Museum, New York
- “POWER UP – Female Pop Art”, Städtische Galerie, Bietigheim-Bissingen

2010
Individuelles – Solo
- « Evelyne Axell, Images contestataires », WIELS, Brussels

Groupe
- “Seductive Subversion: Women Pop Artists 1958 – 1968”, University of the Arts, Philadelphia
- “POWER UP – Female Pop Art”, Kunsthalle, Vienna

2009
Individuelles – Solo
- « Evelyne Axell, le Pop Art en Wallonie », Centre Wallon d’Art Contemporain, Flémalle
- “Axell’s Paradise, Last works (1971-72) before she vanished”, Broadway 1602 Gallery, New York

Groupe
- « elles@centrepompidou », Centre Pompidou, Paris
- « Ingres et les modernes », Musée Ingres, Montauban

2008
Individuelles – Solo
- « Axell (1965 – 1972) Entre Pop Art et Figuration Narrative », Galerie Natalie Seroussi, Paris

2006
Individuelles – Solo
- “Evelyne Axell, Die belgische Amazone der Pop Art”, Fernsehturm and Belgian Embassy, Berlin
- « Evelyne Axell, Du viol d’Ingres au retour de Tarzan », Musée d’art Roger-Quillot, Clermont-Ferrand
- “The Sixties seen by Evelyne Axell”, Patrick Derom Gallery, Brussels

2005
Individuelles – Solo
- “Evelyne Axell”, The Mayor Gallery, London

2004
Individuelles – Solo
- « Axell. Le Pop Art jusqu’au Paradis », Maison de la Culture de la province de Namur,  Musée Provincial Félicien-Rops, Namur, Galerie Détour, Jambes, Belgium

2003
Individuelles – Solo
- “Evelyne  Axell 1935-1972, Erotomobiles”, The Mayor Gallery, London

Groupe
- “The 1960’s, Painting and Collages”, The Mayor Gallery, London

2002
Groupe
- « Portrait en Namurois », Musée provincial des Arts anciens du Namurois, Namur, Belgium

2001
Groupe
- « La vie en Pop », Galerie 51, Paris

2000
Individuelles – Solo
- « Evelyne Axell, 1935-1972. L’amazone du Pop Art», Centre Wallonie-Bruxelles, Paris
- « Evelyne Axell, Mémoire de Bacchante », Iselp, Brussels

1999
Individuelles – Solo
- « Evelyne Axell en de jaren zestig », Provinciaal Museum voor Moderne Kunst, Ostende

Groupe
- « De Picasso à Magritte. 40 toiles pour 40 ans de jumelage entre Biarritz et Ixelles », Musée Bellevue, Biarritz

1997
Individuelles – Solo
- « Evelyne Axell et les années 60. Un frisson de la vie (Het ruisen van het leven) », Musée des Beaux-Arts d’Ixelles, Brussels

1992
Groupe
- “ARTificial WOMEN”, Galerie Cotthem, Zottegem, Belgium

1991
Groupe
- « Autoportraits en Belgique depuis 1945 », Maison de la Culture de la province de Namur, Belgium

1987
Groupe
- « Femmes artistes en Namurois », Halle al’Chair, Namur, Belgium

1980
Individuelles – Solo
- « Axell. Derniers dessins ». Galerie Jacqueline Ledoux, Namur

Groupe
- « Vies de femmes 1830-1980 », Europalia Belgique, Banque Bruxelles Lambert, Brussels

1979
Groupe
- « De jaren ’60—Kunst in België », Centre d’expositions Sint-Pietersabdij, Ghent, Belgium

1978
Individuelles – Solo
- « Evelyne Axell », Palais des Beaux-Arts, Brussels

1975
Groupe
- « La Femme dans l’art », Musées royaux des Beaux-Arts de Belgique, Brussels

1972
Individuelles – Solo
- Cutureel Centrum, Arnhem, The Netherlands
- « Axell », Galerie Contour, Brussels

Groupe
- « La Vénus de Milo ou les dangers de la célébrité », Beaux Arts Bruxelles et Musée du Louvre, Paris
- « De Permeke à nos jours », Palais des Beaux-Arts, Brussels

1971
Individuelles – Solo
- « Axell », Palais des Beaux-Arts, Brussels
- “Evelyne Axell”, Galerie Flat 5, Bruges

Groupe
- Prix International, Knokke, Belgium
- Winter Art Show, Brussels
- Galerie Klang, Cologne
- Tweede Triënnale, Bruges, Belgium
- Galerie Richard Foncke, Ghent, Belgium
- “D’après—Omaggi e dissacrazioni nell’arte contemporanea », Lugano, Switzerland

1970
Groupe
- « Images et signes de notre temps », Musées Royaux des Beaux-Arts de Belgique, Brussels
- « Pop Art—Nouveau Réalisme—Néo Dada et tendances apparentées », Casino Knokke, Belgium
- « Le plastique et l’art contemporain », Grand Palais, porte de Versailles, Paris
- « Belgische Kunst 1960-1970 », Kunstverein, Cologne
- « Multiples », Galerie Rive gauche, Brussels

1969
Individuelles – Solo
- “Axell”, Galerie Estro Armonico, Brussels
- « Axell », Galerie Richard Foncke, Ghent, Belgium
- « Axell, Pierre et les Opalines », Galerie Daniel Templon, Paris

Groupe - Group
- « Jeune peinture belge », Palais des Beaux-Arts, Brussels

1968
Groupe
- « Alternative Attuali », L’Aquila

1967-68
Groupe
- Galerie Accent, Brussels

1967
Individuelles – Solo
- « Axell », Palais des Beaux-Arts, Brussels
- « Evelyne Axell », Galerie Contour, Brussels

Groupe
- Schwarz galleria d’Arte, Milan
- Biennale des Jeunes, Paris
- Premio Lissone, Milan

1966
Groupe
- « Jeune peinture belge », Palais des Beaux-Arts, Brussels
- « Boîtes à secrets, à surprises », Galerie Maya, Brussels

1965
Groupe
- « Arts d’Extrème-Occident », Galerie Angle Aigu, Brussels

### Ouvrages individuels (monographies, mémoires et thèses) de plus de 40 pages
- Evelyne Axell et les années 60. Un frisson de la vie (Het ruisen van het leven). Ghent: Snoeck-Ducaju & zoon, 1997, Jean Antoine, et al. 75 pages, 30,5 × 25 cm,  (ISBN 90-5349-261-5)
- Evelyne Axell, 1935-1972/ L’amazone du Pop Art. Tournai: La Renaissance du Livre, 2000, Claude Lorent, Marcel Moreau, Jean Antoine. 104 pages, 22 × 28 cm  (ISBN 2804603598)
- Evelyne Axell (1935-1972). Louvain: Katholieke Universiteit Leuven 2002, Liesbeth Decan. Evelyne Axell: 1935 - 1972,
- Erotomobiles, London: The Mayor Gallery, 2003, Sarah Wilson. 48 pages, 21 × 21 cm,
- La Diffusion du Pop Art en Belgique. L’œuvre d’Evelyne Axell (1935-1972). Une vision des faits sociopolitiques contemporains. Brussels: Université libre de Bruxelles, 2003, Karin Ozbag. 82 pages + annexe de 83 pages, 29,7 × 19,7 cm,
- Evelyne Axell: From Pop Art to Paradise = Le Pop Art Jusqu'au Paradis. Paris: Somogy, 2004, Claude Lorent, Sarah Wilson. 157 pages, 29,2 x 23,4 x 1,3 cm,  (ISBN 2850567795 et 978-2850567797)
- Evelyne Axell: du viol d'Ingres au retour de Tarzan. Roche-la-Molière, France: iac éditions, 2006, Jean Antoine, Nathalie Roux. 144 pages, 23cm x 28cm.  (ISBN 2916373039 et 978-2916373034)
- Evelyne Axell ; Die belgische Amazone der Pop Art, Bruxelles : Communauté Française de Belgique, 2006, Eugen Blume. 54 pages, 21 × 21 cm.
- Axelleration, Tielt : Lannoo Publishers, 2011, Susanne Titz, Liesbeth Decan. 112 pages, 23 × 28 cm,  (ISBN 9020999478 et 9789020999471)

### Ouvrages collectifs
- Vlaamse meesters. Zes Eeuwen Schilderkunst. Leuven: Davidsfonds, 2004,   H. Dashdorj C. Stroo H. van Gelder. 303 pages, 320 x 315 x 255 mm.  (ISBN 9085261023 et 9789085261025)
- Le nu de Rops à Delvaux. Arto, 1981, Marc Eemans. 368 pages, 245 (h) x 195 (l) x 25 (ép) mm. ASIN: B008YQC96K
- L'Art en Belgique depuis 1945. Bruxelles : Fonds Mercator, 1983, Karel J Geirlandt. 447 pages, 33 × 25 cm.  (ISBN 9789061535126)
- Dictionnaire de poche, le Pop Art. FERNAND HAZAN, 1975, Pierre Jose. 160 pages, Petit in-8 cartonné. ASIN: B0095F7V76
- Tweede Triënnale van hedendaagse kunst,  Brugge, 1971, Willy Van den Bussche, Dirk Devos.
- 50 artistes de Belgique. Bruxelles: Viva Press, 1984, Jacques Collard. 215 pages, 19 × 29 cm.
- Seductive subversion, Women Pop Artists. New York: Abeville Press Publishers, 2010, Sid Sachs, Kalliopi Minioudaki. 248 pages, 23,9 x 2,5 x 30,4 cm.  (ISBN 0789210657 et 978-0789210654)
- L'art Belge, d'Ensor à Panamarenko. Bruxelles : Racine Eds., 2013, Michael Palmer. 466 pages, 29 × 22 cm.  (ISBN 2873868511)
- Pop! World of Pop Art. London: Carlton Books Ltd, 2016, John Finlay. 80 pages, 10 x 1.3 x 11.4 inches.  (ISBN 1847960901 et 978-1847960900)
- Marie-Louise Ekman No Is Not an Answer. Stockholm: Sternberg Press, 2013, Silvia Eiblmayr, Maria Lind, Kalliopi Minioudaki, Katharina Wadstein Macleod. 288 pages, 16,5 × 24 cm.  (ISBN 978-1-934105-06-1)
- Women in Art, Volume 1. Anif : Edition Fuchs, 2013, Reinhard Fuchs. 536 pages, 30,2 x 24 x 3,8 cm.  (ISBN 3950357416 et 978-3950357417)
- Pop Art: A Colourful History. London: Viking, 2015, Alastair Sooke. 160 pages, 13,7 x 2,3 x 18,5 cm.  (ISBN 0241973058 et 978-0241973059)
- La résistance des images, Bruxelles: Editions de La Patinoire Royale, 2015, Jean-Jacques Aillagon. 145 pages, 25,5 x 21, 5 cm.  (ISBN 978-2-87126-064-6)
- Pop ! The world of Pop Art, London : Carlton Books, 2016, John Finlay. 80 pages, 289 x 251mm.  (ISBN 9781847960900)
- The 60s & 70s in Belgium. Bruxelles: Galerie Antoine Laurentin, 2018, Isabelle de Longrée. 80 pages, 21 × 27 cm.  (ISBN 2-911191-55-2)
- Pop Art, collection Art Essentials. New York : Thames & Hudson, 2018, Flavia Frigeri. 176 pages, 14,2 × 21,6 cm.  (ISBN 0500293589 et 9780500293584)
- Pop Art. Paris: Flammarion, 2018, Flavia Frigeri. 13,8 cm × 21,6 cm.  (ISBN 978-2-08-142537-8)